# My guy
My guy is een lied geschreven door Smokey Robinson. Hij schreef het voor Mary Wells, die het als eerste in 1964 opnam voor het platenlabel Motown Records.

## Mary Wells
Mary Wells had het grootste succes met het lied. Motown noemde haar album naar deze single Mary Wells sings My guy. Zowel single als album werd geproduceerd door Smokey Robinson. De begeleidingsband was The Funk Brothers. Zij hadden wat problemen met het intro en mengden daar het intro van Canadian sunset doorheen. Veel vertrouwen hadden The Funk Brothers niet in het nummer. Ze schatten het in als materiaal voor de vuilnisbak. Het liep anders.
De single werd al tien dagen na de opname door Motown uitgebracht en was een onmiddellijk succes. Het plaatje behaalde in de Verenigde Staten nummer 1 in de Billboard Hot 100 en een notering van vijftien weken. Het kwam in mei 1964 ook uit in het Verenigd Koninkrijk op het label Stateside. Het behaalde de vijfde plaats in de Britse Single Top 50 in een notering van veertien weken. Daarmee was dit de eerste keer dat een Motown-nummer doorbrak in Engeland, na 41 eerdere pogingen. Nederland en België hadden toen nog geen officiële hitparade. Ook de lijsten in de Muziek Expres vermelden dit plaatje niet. In 1972 kwam de single nog even terug in de Britse hitparade voor tien weken, met als hoogste plaats nummer 14.
Het bleef de grootste hit van Mary Wells. Het plaatje zorgde voor een breuk tussen Wells en Motown. Zij vond dat ze te weinig verdiende aan de single, maar ook dat het platenlabel veel meer stak in de promotie van The Supremes. Het was haar laatste solosingle voor Motown; er verscheen nog wel een aantal duetten van haar met Marvin Gaye. Zij tekende een contract met 20th Century Fox, maar zou bij haar nieuwe platenlabel nooit meer het succes van My guy weten te evenaren. Pas in 1991, een jaar voor haar dood, werd een schikking getroffen met Motown-eigenaar Berry Gordy, waarbij Wells een groot bedrag aan achterstallige royalty's voor My guy kreeg uitbetaald.

### Hitnotering

#### NPO Radio 2 Top 2000
| Nummer met noteringen in de NPO Radio 2 Top 2000 | '99  | '00  |
| ------------------------------------------------ | ---- | ---- |
| My guy                                           | 1949 | 1943 |

1. ↑  Een vetgedrukt getal geeft de hoogste notering aan.
2. ↑  Deze tabel is bijgewerkt tot en met de laatste editie (2024).

## Coverversies
Al direct in 1964 kwamen er al covers van Marilyn Lee, Helen Shapiro, Aretha Franklin, Teresa Brewer. In de loop der jaren verscheen het nog een twintigtal keer in uitvoeringen van bijvoorbeeld Diana Ross, Petula Clark (kleine hit in de VS), Sister Sledge, LaToya Jackson en The Eurythmics. Amii Stewart zong het in duetvorm met Johnny Bristol en Deon Estus; beide versies haalden een bescheiden hitnotering in Engeland.

### Cindy
In 1977 had een versie van de Belgische zangeres Cindy Nelson een hitje in de Belgische BRT Top 30
| Positie: | 30 | - | 22 | 20 | 19 | 22 | 29 | 21 | 24 | uit |

#### VlaamseUltratop 30
| Positie: | 23 | 21 | 22 | 25 | 28 | 28 | 28 | uit |